# Gary Sundgren
Kari Juhani "Gary" Sundgren (ur. 25 października 1967
w Vammali, Finlandia) – szwedzki piłkarz występujący na pozycji obrońcy.

## Dzieciństwo
Kari Juhani Sundgren urodził się w Finlandii, jednak jako dziecko przeprowadził się z rodzicami do szwedzkiego miasta Västerås. Tam zaczęto mówić na niego "Gary" i takie właśnie imię towarzyszyło mu w czasie piłkarskiej kariery. Sundgren w wieku sześciu lat rozpoczął treningi w szkółce klubu Västerås SK. Następnie przeze trzynaście lat trenował w młodzieżowych drużynach IK Franke.
Zawodową karierę Sundgren rozpoczynał w 1988 roku w AIK Fotboll. W jego barwach zadebiutował 11 kwietnia tego samego roku w wygranym 2:0 spotkaniu z IFK Norrköping. W 1992 roku razem z zespołem wywalczył pierwszy od 55 lat tytuł mistrza kraju, natomiast w 1996 i 1997 roku wywalczył puchar Szwecji. W AIK Fotboll Sundgren występował przez dziesięć lat z rzędu. W ich trakcie rozegrał 202 ligowe pojedynki i zdobył jedenaście goli. W 1997 roku Szwed został piłkarzem Realu Saragossa. W nowej drużynie od razu wywalczył sobie miejsce w podstawowej jedenastce i w debiutanckim sezonie rozegrał 31 meczów. W 2001 roku Real pokonał 3:1 Celtę Vigo i triumfował w rozgrywkach Pucharu Króla. W 2002 roku Sundgren zdecydował się na powrót do AIK Fotboll. Tym razem dla ekipy "Gnaget" zaliczył 25 występów i zdobył jednego gola. Następnie grał dla dwóch amatorskich drużyn – w 2004 roku dla IFK Sollentuna, a w 2006 roku dla FC Djursholm.

## Kariera reprezentacyjna
W reprezentacji Szwecji Sundgren zadebiutował w 1994 roku. W 2000 roku Lars Lagerbäck i Tomas Söderberg powołali go do 22-osobowej kadry na mistrzostwa Europy. Na Euro Szwedzi zajęli ostatnie miejsce w swojej grupie i odpadli z turnieju. Sundgren pełnił funkcję rezerwowego i wystąpił tylko w zremisowanym 0:0 spotkaniu przeciwko Turcji. Dla drużyny narodowej zaliczył łącznie 30 występów. Jedyną bramką w kadrze strzelił 16 lutego 1997 w zwycięskim 3:1 pojedynku z Tajlandią.